# Франкенштейн (фільм, 1931)
«Франкенштейн» (англ. Frankenstein) — класичний науково-фантастичний фільм жахів Джеймса Вейла, 1931 року, екранізація однойменного роману Мері Шеллі й написаної за його мотивами п'єси Пеггі Веблінг. Маючи величезний успіх серед глядачів і критиків, за фільмом вийшло декілька сиквелів і, таким чином, фільм став одним з культових фільмів жахів в історії кіно.

## Сюжет
У своїй лабораторії, обладнаній в старій вежі, молодий учений Генрі Франкенштейн проводить експерименти, результатом яких має стати створення живої матерії з неживої. Він сполучає частини тіл, які разом зі своїм горбатим асистентом Фріцом викрав з могил і зняв із шибениць, і збирає з них жахливу величезну істоту. Залишається вкласти в черепну коробку мозок. Фріц повинен вкрасти його з лабораторії медичного факультету в університеті. Однак безглуздий помічник замість мозку видатного вченого приносить мозок злочинця. Франкенштейн, не знаючи про це, поміщає дефектний мозок у черепну коробку свого створіння.

Кадр з фільму

Наречена Франкенштейна Елізабет, стурбована тим, що її наречений ховається навіть від неї, просить професора Вальдмана вплинути на його колишнього учня. Вони вирушають до старої вежі, де розміщена лабораторія Франкенштейна, незадовго до того, як той починає свій головний експеримент. Під час грози через мертве тіло пропускають струм високої напруги, отриманий від удару блискавки. Чудовисько починає рухатися, воно оживає. «Тепер я розумію, що значить бути богом!» — вигукує в екстазі Франкенштейн.
Учений тримає чудовисько замкненим у підвалі. Садист Фріц знущається зі створіння, дражнячи його палаючим смолоскипом. Монстр у розпачі й люті розриває окови й вбиває Фріца. Тільки завдяки сильнодіючому заспокійливому, яке застосував доктор Вальдман, чудовисько вдається приспати. Франкенштейн пригнічений. Доктор Вальдман переконує його, що чудовисько вкрай небезпечне. Франкенштейн обіцяє відмовитися від подальших експериментів. Уже в день свого весілля він дізнається, що доктор Вальдман задушений у лабораторії, а чудовисько втекло.
На березі річки маленька дівчинка Марія грає зі своїм новим другом — чудовиськом. Вони збирають квіти, кидають їх у воду й дивляться, як вони пливуть за течією. Коли квіти закінчуються, чудовисько кидає дівчинку у воду, вважаючи, що вона теж попливе, однак дівчинка тоне. Убитий горем батько приносить у село тіло своєї дочки. Весілля перетворюється на полювання — жителі села під керівництвом Франкештейна вирушають шукати чудовисько. Раптово Генрі зустрічається віч-на-віч із своїм творінням. Чудовисько збиває його з ніг і відносить непритомне тіло до вітряного млина. Франкенштейн приходить у себе, починається жорстока боротьба. Чудовисько викидає свою жертву з верхнього ярусу, а місцеві жителі підпалюють млин. У величезнім багатті чудовисько гине.

## У ролях
- Колін Клайв — Генрі Франкенштейн
- Борис Карлофф — Монстр
- Мей Кларк — Елізабет
- Джон Болс — Віктор Морітц
- Едвард ван Слоун — Вальдман
- Фредерік Керр — барон Франкенштейн
- Дуайт Фрай — Фріц
- Лионел Бельмор — бургомістр

## Цензура
Цей фільм вважався широко популярним і залишається важливим для світу сьогодні. Попри успіх, фільм не зустріли без суперечок. Можливо, найсуперечливішою сценою є випадкове утоплення маленької дівчинки, яке спочатку оскаржили цензурою. Це призвело до того, що сцена була видалена, доки вона не була включена до перевидання DVD. « Франкенштейн» Джеймса Вейла був номінований на кілька нагород, а в 1991 році він був відібраний для збереження в США як частина Національного реєстру фільмів.

## Значення адаптації
Попри те, що цей фільм являється вільною інтерпретацією роману, Ван Слоун висловився на відкритті фільму, що картина Вейла відхиляється від епістолярних кадрів Шеллі, які відкривають її роман в Арктиці. Це відхилення є продовженням історії сценичного виробництва наративу, який, як правило, масово відмовлявся від рамкового наративу і концентрувався на центральному, що оточував творіння Франкенштейна та подальші наслідки.
Одним із сильніших відхилень від роману Шеллі, який змінює сприйняття фільму, є характеристика та дії «Істоти». Вейл продовжував слідувати прецеденту, створеному на попередніх етапах адаптації дегуманізації Істоти, усуваючи практично будь-яку подобу інтелекту, тим самим перетворюючи Істоту на незграбну тварину, яка не має когнітивної здатності осмислювати свої дії протягом декількох секунд. Це явно вбачається в нездатності Істоти говорити. Це зображення посилює будь-яке співчуття, яке можна відчути до Істоти. Вбивство Фріца та доктора Вальдмана можна вважати самозахистом. Топлення дівчинки є абсолютно випадковим, враховуючи те, що Істота не уявляла ні наслідків своїх дій, ні знання про те, що дівчина не може плавати. Смерть цих людей суперечить оригінальному оповіданню Шеллі. Істота ж Шеллі повністю розуміла наслідки, коли він вбивав у романі, і вбивства були продумані як засіб покарання. Постановка Вейла також ставить Франкенштейна в більш симпатичному світлі, ніж Франкенштейн роману Шеллі, і особливо п'єса Річарда Брінслі Піка «Presumption; or, The Fate of Frankenstein» (1823). Звичайно, примхлива суєта є мотивуючим фактором, що призводить до створення Істоти Франкенштейна у всіх трьох версіях, але дії Франкенштейна після створення змінюють спосіб сприйняття його відповідною аудиторією. Франкенштейн Шеллі обіцяє знищити своє творіння, побоюючись того, що Істота зробить для його сім'ї та суспільства в цілому. Франкенштейн Піка помітно жорстоко поводиться зі своєю істотою, навіть заходячи так далеко, що вдаряє ножем вже пораненій Істоті після того, як воно впало до ніг Франкенштейна, шукаючи захисту. Навпаки, Франкенштейн Вейла насправді пишається своїм творінням і заважає Фріцу мучити його. Франкенштейн погоджується на евтаназію Істоти лише після того, як Фріца було вбито, а доктор Вальдман каже, що істота повинна бути знищена, як і будь-яка інша дика тварина. Також слід зазначити, що дії Фріца в адаптації Вейла є більшою мірою негативними, ніж у Шеллі чи Піку, де відповідальність покладається суто на Франкенштейна.

## Продовження та пародії
Після виходу «Франкенштейна», за ним вийшла низка сиквелів, починаючи з фільму Джеймса Вейла «Наречена Франкенштейна» (1935), в якому Ельза Ланчестер грає роль нареченої монстра. Борис Карлофф зіграв творіння Франкенштейна ще в двух подальших фільмах.

## Цікаві факти
- Мікрофон був поміщений у труну, яка використовувалася в похоронній сцені, щоб посилити звук бруду, що потрапляв у кришку.
- Під час знімання було деяке занепокоєння, що семирічна Мерилін Гарріс, яка зіграла Марію, маленьку дівчинку, яку істота кинула в озеро, буде надто перелякана виглядом Бориса Карлоффа в костюмах та макіяжі, коли прийде час щоб зняти сцену. Коли акторський склад зібрався для поїздки до місця знімання сцени, Мерилін підбігла зі своєї машини прямо до Карлоффа, який був у повному макіяжі та костюмію. Вона взяла його за руку і спитала «Чи можу я їхати з тобою?» Захоплений Карлофф відповів: «Хочеш, мила?» Вона їхала до місця з «Монстром».
- 20-хвилинний пробний матеріал, у якому Бела Лугоші зіграв роль монстра, а режисер — Роберт Флорі, був знятий на декораціях «Дракула» (1931). Ці кадри не бачили з 1931 року і зараз вважаються загубленими. Залишився лише плакат із зображенням неясної подоби Бела Лугоші.
- Дизайн макіяжу монстра Джеком П. Пірсом є авторським правом Universal до 2026 року та ліцензований Universal Studios Licensing, Inc.
- Згідно з мережевою програмою TLC «Полювання на дивовижні скарби» (The Hunt for Amazing Treasures, 1996), унікальний плакат на якому Борис Карлофф зображений як Чудовисько, що загрожує Мей Кларк, коштує щонайменше 600 000 доларів США і є, можливо, найціннішим кіноплакатом у світі. Єдина відома (оригінальна) копія належить приватному колекціонеру.
- Монстр у цьому фільмі фізично не нагадує персонажа роману Мері Шеллі. Візажист Джек П. Пірс запропонував такі нововведення, як плоска голова Монстра, болти через шию, пониклі повіки та погано підігнаний костюм. Будь-який майбутній фільм про Франкенштейна, який демонструє будь-яку з цих фізичних відхилень, черпає натхнення в роботі Пірса.
- Дочка Карлоффа, яка тоді ще не народилася, стверджує, що Борис Карлофф вважався настільки засекреченим актором від Universal, що його не запросили на прем'єру 6 грудня. Цілком можливо, що Карлофф був відсутнім за станом здоров'я, через грубе поводження з Джеймсом Вейлом під час зйомок. (Карлофф зламав спину під час виробництва)
- Перший фільм, у якому використаний знаменитий звуковий ефект Castle Thunder.
- Популярний образ монстра Франкенштейна як зеленошкірого був зроблений у цьому фільмі. Джеком П. Пірсом, який застосував сірувато-зелену жирову фарбу для шкіри Монстра, яка виглядала як смертельно блідо-сірий тон на чорно-білій плівці. Це контрастувало із сірими постатями звичайних персонажів у фільмі. Єдиним винятком було використання набагато темнішого кольору на оголеній руці Монстра — що представляє мертву, чорну плоть — до того, як його ожили.
- Готуючись знімати сцену, коли чудовисько нападає на Елізабет, Мей Кларк зізналася Борису Карлоффу, що вона може злякатися Бориса в макіажі Монстра який наближається до неї. Карлофф сказав їй, що протягом усієї сцени буде махати своїм мізинцем, не потрапляючи в поле зору камери, щоб вона завжди бачила, що, попри жахливий макіяж, вона завжди може бачити, як Борис махає їй, повідомляючи, що вона в безпеці.
- На момент прем'єри Франкенштейна в 1931 році Борису Карлоффу було 44 роки.
- Цитата з фільму «It's alive! It's alive!» була поставлена на № 49 місце (із 100) Американським кіноінститутом.
- Кастинг монстра був найскладнішим аспектом процесу кастингу. Джеймс Вейл випадково помітив Бориса Карлоффа в Універсальному комісаріаті й передав йому записку з пропозицією кастингу до фільму, на яку Карлофф згодився. Пізніше Карлофф пожартував, що його образило те, що Вейл розглядав його як настільки потворного персонажа, оскільки в той день, коли Джеймс його помітив, Карлофф був у своєму найелегантнішому костюмі й думав, що виглядає гарно.
- За словами історика кіно Грегорі В. Манка, режисер Джеймс Вейл заздрив увазі, якій чудовисько Бориса Карлоффа приділяли під час зйомок, і помстився, змусивши актора переносити Коліна Клайва на гору до млина, сцену якої вони знімали десятки разів. Клайв запропонував використовувати манекен. Вейл відмовився, і Карлофф продовжував нести Клайва.
- Едвард Ван Слоун (доктор Вальдман) також виступає у ролі закрадового голосу, у пролозі фільму, щоб попередити глядачів про те, що буде відбуватися.
- Взуття Бориса Карлоффа важило по 13 фунтів.
- Чоботи на товстій підошві, які носить монстр, знані як «гарячі асфальтові черевики» (hot asphalt boots). Їх використовували чоловіки, яким доводилося працювати з розпеченим асфальтом на дорогах. Підошви спеціально розроблені для протистояння теплу.[4]
- Актор Едвард Ван Слоун, який зіграв у фільмі доктора Вальдмана, з'явився в загубленій тепер тестовій версії з Белою Лугоші в ролі Монстра. В інтерв'ю, проведеному незадовго до смерті, Ван Слоун згадував, що грим Лугоші нагадував Голема, з великою широкою перукою та «полірованою гліноподобною шкірою».
- Головний персонаж книги Мері Шеллі, доктор Віктор Франкенштейн, був перейменований на Генрі, оскільки було вирішено, що Віктор буде звучати занадто «суворо» та «неприязно» для американської аудиторії того часу.
- Метод оживлення Монстра ніколи не обговорюється в романі Мері Шеллі. У книзі Франкенштейн відмовляється розголошувати, як він це зробив, щоб ніхто не міг відтворити його дії. Хоча є деякі натяки, що це пов'язано зі змішуванням хімічних речовин. Однак використання блискавки для воскресіння Монстра стало загальноприйнятою методологією і відтоді з'являється майже в кожному фільмі про Франкенштейна. Два помітні винятки — це «Франкенштейн: Справжня історія» (Frankenstein: The True Story, 1973), в якому Монстр одухотворений сонячним світлом, і «Франкенштейн» (1994), який використовує електричніх вугрів замість блискавки як джерело електрики.
- Мері Шеллі було лише 19 років, коли вона написала роман.
- Технічно фільм не можна назвати «фільмом жахів», оскільки термін «жах» як жанр фільму вперше був використаний у 1934 році.
- Фільм був заборонений у Канзасі після його першого показу на тій підставі, що він демонстрував «жорстокість і, як правило, принижував мораль».
- Грим Бориса Карлоффа щодня вимагав чотирьох годин нанесення Джеком П. Пірсом, а його громіздкий костюм важив 48 фунтів (приблизно 22 кілограма) у незручну літню спеку.